# Brooklyn Heights (Brooklyn)
Brooklyn Heights è un quartiere di Brooklyn, uno dei cinque distretti di New York. I confini del quartiere sono Dumbo a nord, Downtown Brooklyn a est, Cobble Hill e Boerum Hill a sud e l'East River a ovest.
Brooklyn Heights è parte del Brooklyn Community District 2 e il suo ZIP code è 11201.

## Demografia
Secondo i dati del censimento del 2010 la popolazione di Brooklyn Heights era di 22 887 abitanti, in aumento dell'1,5% rispetto ai 22 548 del 2000. La composizione etnica del quartiere era: 75,2% (17 210) bianchi americani, 8,8% (2 003) asioamericani, 5,5% (1 259) afroamericani, 0,2% (37) nativi americani, 0,0% (3) nativi delle isole del Pacifico, 0,4% (82) altre etnie e 2,7% (618) multietinici. Gli ispanici e latinos di qualsiasi etnia erano il 7,3% (1 675).

## Trasporti
Il quartiere è servito dalla metropolitana di New York attraverso le stazioni di Jay Street-MetroTech (linee A, C, F, N e R), Clark Street (linee 2 e 3) e Borough Hall/Court Street (linee 2, 3, 4, 5, N e R).